# La Prime (film, 1975)
Pour les articles homonymes, voir La Prime.
Pour plus de détails, voir Fiche technique et Distribution.
La Prime (en russe : Премия, Premia) est un film soviétique réalisé par Sergueï Mikaelian et sorti en 1975.

## Synopsis
Le chantier d'un grand complexe industriel en Union soviétique. Potapov, chef d'une équipe de dix-sept ouvriers, refuse avec ses hommes de toucher une prime destinée à les récompenser d'avoir dépassé les prétendus objectifs fixés par le Plan. Cette situation est exceptionnelle, et, de fait, une réunion du comité du Parti est organisée le jour même. Au cours de celle-ci, Potapov explique que la désorganisation et les arrêts de travail ont coûté beaucoup plus que l'argent qu'on leur propose en "prime". Il en conclut que les normes de production ont été rognées et revues à la baisse. Un film dénonciateur des comportements de la bureaucratie soviétique.

## Fiche technique
- Titre du film : La Prime
- Titre original : Премия
- Réalisation : Sergueï Mikaelian
- Scénario : Aleksandr Guelman
- Photographie : Vladimir Tchoumak - Sovcolor
- Décors : Boris Bourmistrov, Mikhaïl Ivanov
- Production : Lenfilm
- Durée : 83 minutes
- Pays d'origine :  Russie/ Union soviétique
- Sortie : 1975
- Genre : Drame/Politique

## Distribution
- Evgueni Leonov : Potapov
- Vladimir Samoilov : Batartsev
- Oleg Jankovski : Solomakhine
- Mikhaïl Glouzski : Chatounov
- Armen Djigarkhanian : Frolovsky
- Nina Ourgant : Dina Milenina
- Borislav Brondoukov : Aleksandre Zioubine
- Viktor Sergatchiov : Roman Lubaev
- Leonid Diatchkov : Viktor Tchernikov
- Svetlana Krutchkova : Aleksandra Mikhaïlovna
- Aleksandre Pachoutine : Oleg Katchnov
- Micha Semionov : Tolia Zharikov

## Commentaire
« Adapté d'une pièce de théâtre, réalisé en même temps qu'est paru un roman, La Prime est remarquablement bâtie sur un huis clos (dans un décor unique, Potapov, le chef d'équipe, s'explique avec les membres du comité du parti du chantier, jusqu'au coucher du soleil) [...] »
C'est aussi un film « bâti sur un pari : faire d'un problème politique (l'exercice de la démocratie, à la base, sur un chantier de construction) le moteur d'un suspense dramatique », nous dit Émile Breton. Ce pari est gagné, poursuit-il, et La Prime « peut être tenu pour, au meilleur sens du mot, didactique. »
Si remarquable qu'il puisse être, le film « l'est moins par ses présupposés politiques, qui en fixent et en délimitent très strictement les règles du jeu, que par sa mise en œuvre, son exécution, qui font penser à la « qualité américaine » du meilleur Hollywood, mise au service d'une idéologie bien différente », écrit, cependant, Louis Marcorelles.
La Prime « est caractéristique du cinéma soviétique des années 1970 par la triple alliance du réalisme documentaire, du sens critique et du sens dramatique. (...) Seule la toute fin (...) correspond à une concession qui réaffirme, de manière peu convaincante, la vigilance et la capacité d'autocritique du Parti.  Cette concession est si évidente qu'elle n'altère pas vraiment la portée critique du film », estime, pour sa part, Jacques Lourcelles.
S'imposent, ici, et de toute évidence, une « direction d'acteurs - Sergueï Mikaelian vient du théâtre - proche de la perfection, une utilisation de la lumière pour signaler le passage du temps, digne d'Hitchcock dans La Corde, un sens du suspense également hitchcockien », si l'on en croit L. Marcorelles[réf. incomplète].